# Contre-la-montre féminin aux championnats du monde de cyclisme sur route 1998
Navigation
1997 1999
Le contre-la-montre féminin des championnats du monde de cyclisme sur route 1998 a lieu le 7 octobre 1998 dans la province de Limbourg, aux Pays-Bas, sur une distance de 23 km. Il est remporté pas la Néerlandaise Leontien van Moorsel.

## Classement
|                                    | Coureur                | Pays           | Temps         | Écart         |
| ---------------------------------- | ---------------------- | -------------- | ------------- | ------------- |
| Médaille d'or, Coupe du Monde      | Leontien van Moorsel   | Pays-Bas       | 31 min 51 s 1 |               |
| Médaille d'argent, Coupe du Monde  | Zulfiya Zabirova       | Russie         | 31 min 51 s 5 | 0 s 37        |
| Médaille de bronze, Coupe du Monde | Hanka Kupfernagel      | Allemagne      | 31 min 53 s 3 | 2 s 15        |
| 4                                  | Diana Žiliūtė          | Lituanie       | 32 min 11 s 4 | 20 s 29       |
| 5                                  | Jeannie Longo          | France         | 32 min 15 s 9 | 24 s 71       |
| 6                                  | Kathy Watt             | Australie      | 32 min 19 s 5 | 28 s 38       |
| 7                                  | Mari Holden            | États-Unis     | 32 min 26 s 9 | 35 s 71       |
| 8                                  | Judith Arndt           | Allemagne      | 32 min 56 s 6 | 1 min 5 s 43  |
| 9                                  | Linda Jackson          | Canada         | 33 min 16 s 6 | 1 min 25 s 45 |
| 10                                 | Elizabeth Emery        | États-Unis     | 33 min 19 s 9 | 1 min 28 s 72 |
| 11                                 | Yvonne McGregor        | Royaume-Uni    | 33 min 28 s 2 | 1 min 37 s 02 |
| 12                                 | Tracey Gaudry          | Australie      | 33 min 29 s 4 | 1 min 38 s 25 |
| 13                                 | Alessandra Cappellotto | Italie         | 33 min 30 s 7 | 1 min 39 s 56 |
| 14                                 | Anna Millward          | Australie      | 33 min 35 s 7 | 1 min 44 s 59 |
| 15                                 | Catherine Marsal       | France         | 33 min 41 s 9 | 1 min 50 s 73 |
| 16                                 | Lenka Ilavská          | Slovaquie      | 33 min 44 s 2 | 1 min 53 s 06 |
| 17                                 | Pia Sundstedt          | Finlande       | 33 min 52 s 9 | 2 min 1 s 74  |
| 18                                 | Heidi Van de Vijver    | Belgique       | 33 min 56 s 9 | 2 min 5 s 76  |
| 19                                 | Mirjam Melchers        | Pays-Bas       | 34 min 11 s 4 | 2 min 20 s 26 |
| 20                                 | Barbara Heeb           | Suisse         | 34 min 16 s 1 | 2 min 24 s 95 |
| 21                                 | Albine Caillié         | France         | 34 min 20 s 7 | 2 min 29 s 59 |
| 22                                 | Karen Kurreck          | États-Unis     | 34 min 26 s 2 | 2 min 35 s 05 |
| 23                                 | Karin Möbes            | Suisse         | 34 min 29 s 5 | 2 min 38 s 30 |
| 24                                 | Bogumiła Matusiak      | Pologne        | 34 min 31 s 5 | 2 min 40 s 39 |
| 25                                 | Edita Pučinskaitė      | Lituanie       | 34 min 43 s 1 | 2 min 51 s 94 |
| 26                                 | Tamara Polyakova       | Ukraine        | 34 min 51 s 2 | 3 min 0 s 07  |
| 27                                 | Cindy Pieters          | Belgique       | 35 min 7 s 6  | 3 min 16 s 44 |
| 28                                 | Megan Hughes           | Royaume-Uni    | 35 min 10 s 3 | 3 min 19 s 15 |
| 29                                 | Lyne Bessette          | Canada         | 35 min 13 s 0 | 3 min 21 s 81 |
| 30                                 | Fabiana Luperini       | Italie         | 35 min 16 s 2 | 3 min 25 s 05 |
| 31                                 | Zinaida Stahurskaia    | Biélorussie    | 35 min 21 s 7 | 3 min 30 s 56 |
| 32                                 | Sanna Lehtimäki        | Finlande       | 35 min 29 s 9 | 3 min 38 s 76 |
| 33                                 | Anke Erlank            | Afrique du Sud | 35 min 39 s 6 | 3 min 48 s 41 |
| 34                                 | Maria Cagigas          | Espagne        | 35 min 56 s 5 | 4 min 5 s 39  |
| 35                                 | Svetlana Samokhvalova  | Russie         | 36 min 5 s 9  | 4 min 14 s 77 |
| 36                                 | Magdalena Day          | Afrique du Sud | 36 min 13 s 2 | 4 min 22 s 07 |
| 37                                 | Lada Kozlíková         | Tchéquie       | 36 min 15 s 6 | 4 min 24 s 42 |
| 38                                 | Larisa Chuyenka        | Biélorussie    | 36 min 49 s 2 | 4 min 58 s 00 |
| 39                                 | Malgorzata Wysocka     | Pologne        | 37 min 12 s 7 | 5 min 21 s 55 |
| 40                                 | Marta Vilajosana       | Espagne        | 37 min 20 s 1 | 5 min 28 s 92 |
| 41                                 | Irini Tsouvala         | Grèce          | 37 min 43 s 6 | 5 min 52 s 44 |
| 42                                 | Fatma Galiulina        | Ouzbékistan    | 39 min 23 s 9 | 7 min 32 s 74 |